# میشکولتس
میشکولتس (به مجاری: Miskolc) چهارمین شهر بزرگ مجارستان و مرکز استان بورشود-آبااوی-زمپلن است. جمعیت شهر میشکولتس در سال ۲۰۱۰ برابر با ۱۷۰٫۰۰۰ نفر بوده‌است.

## نگارخانه

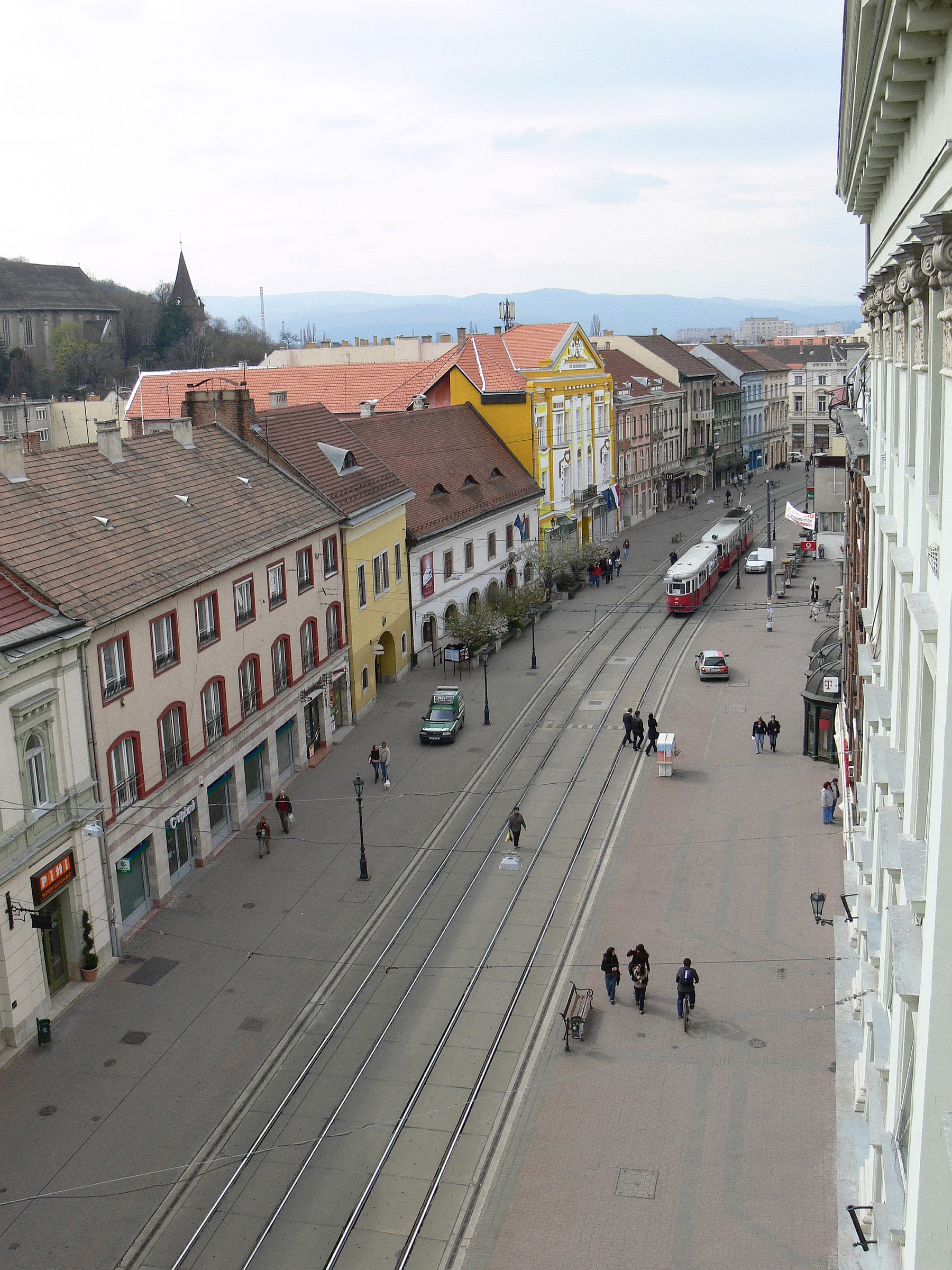
مرکز  میشکولتس
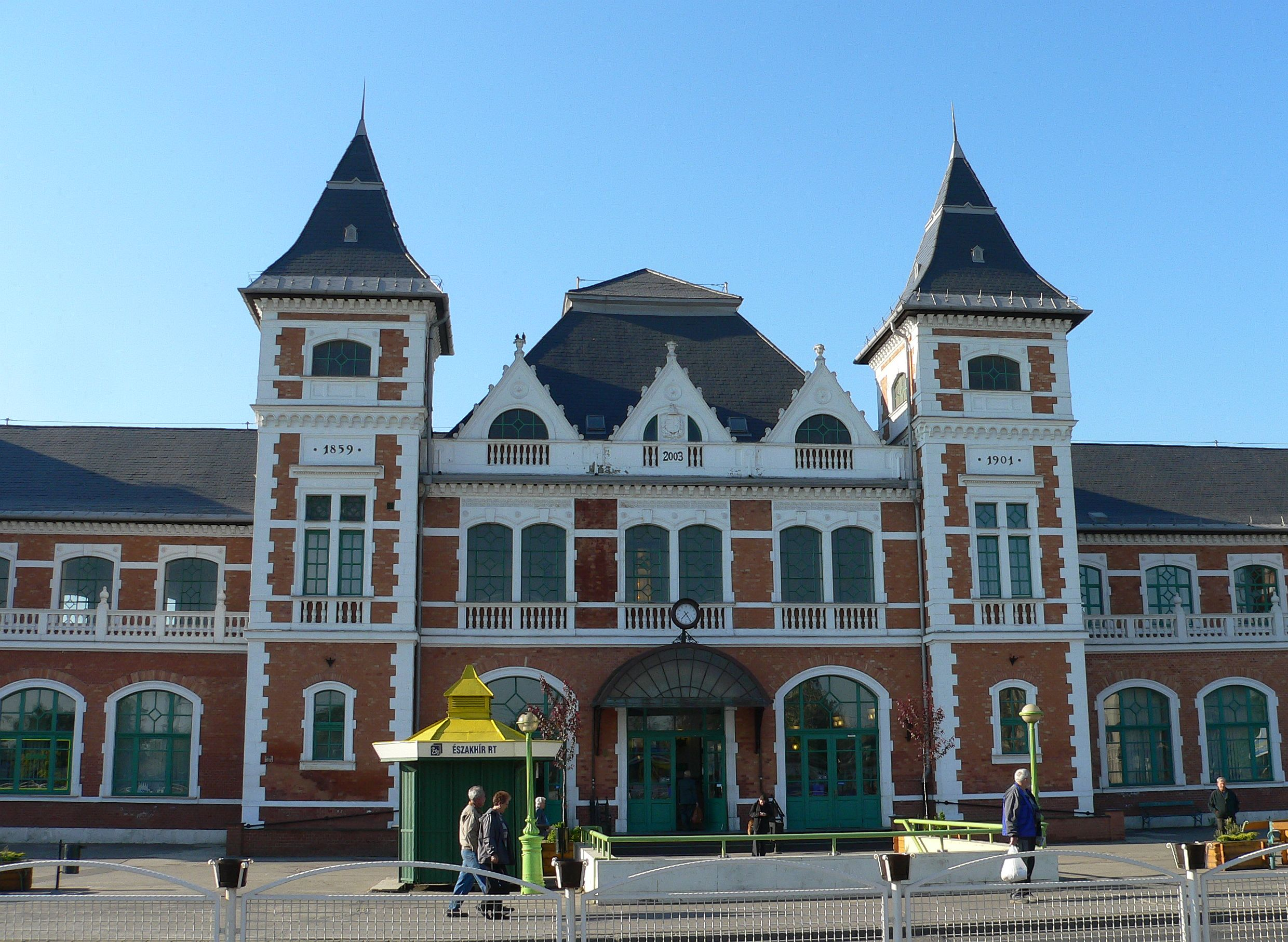
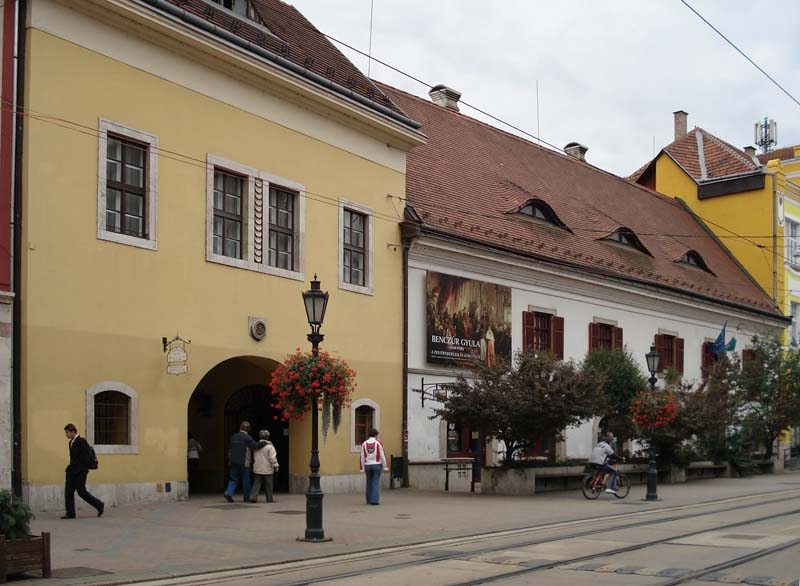
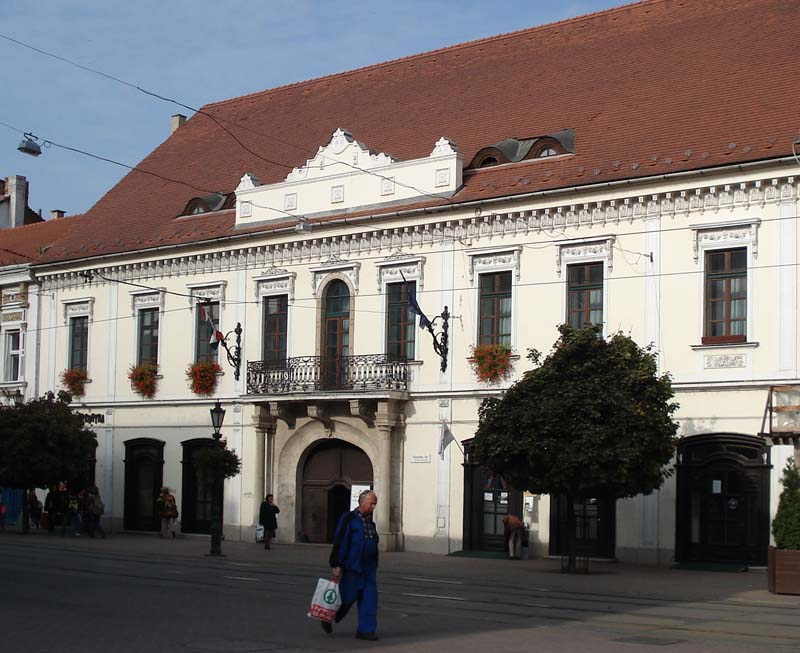
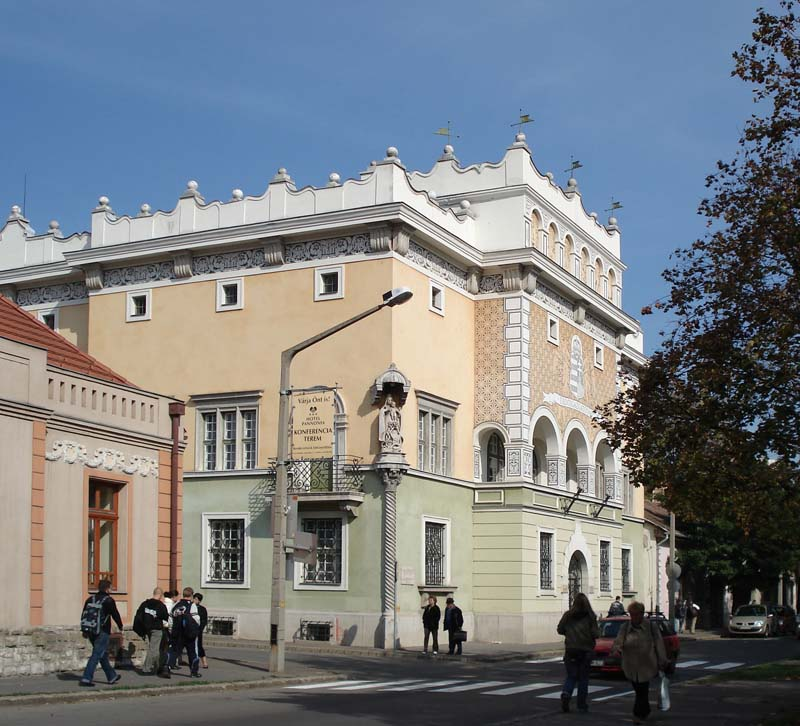
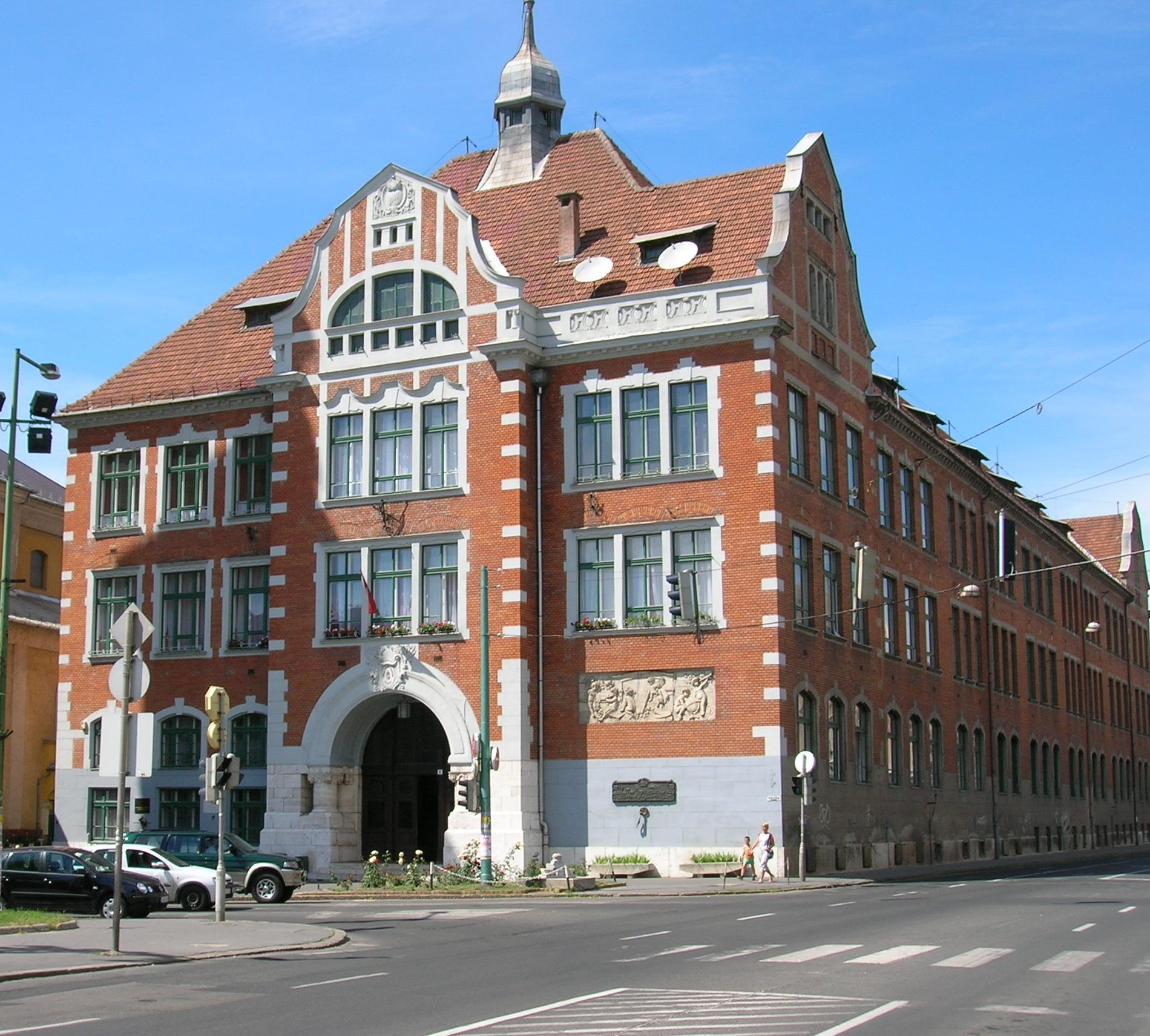
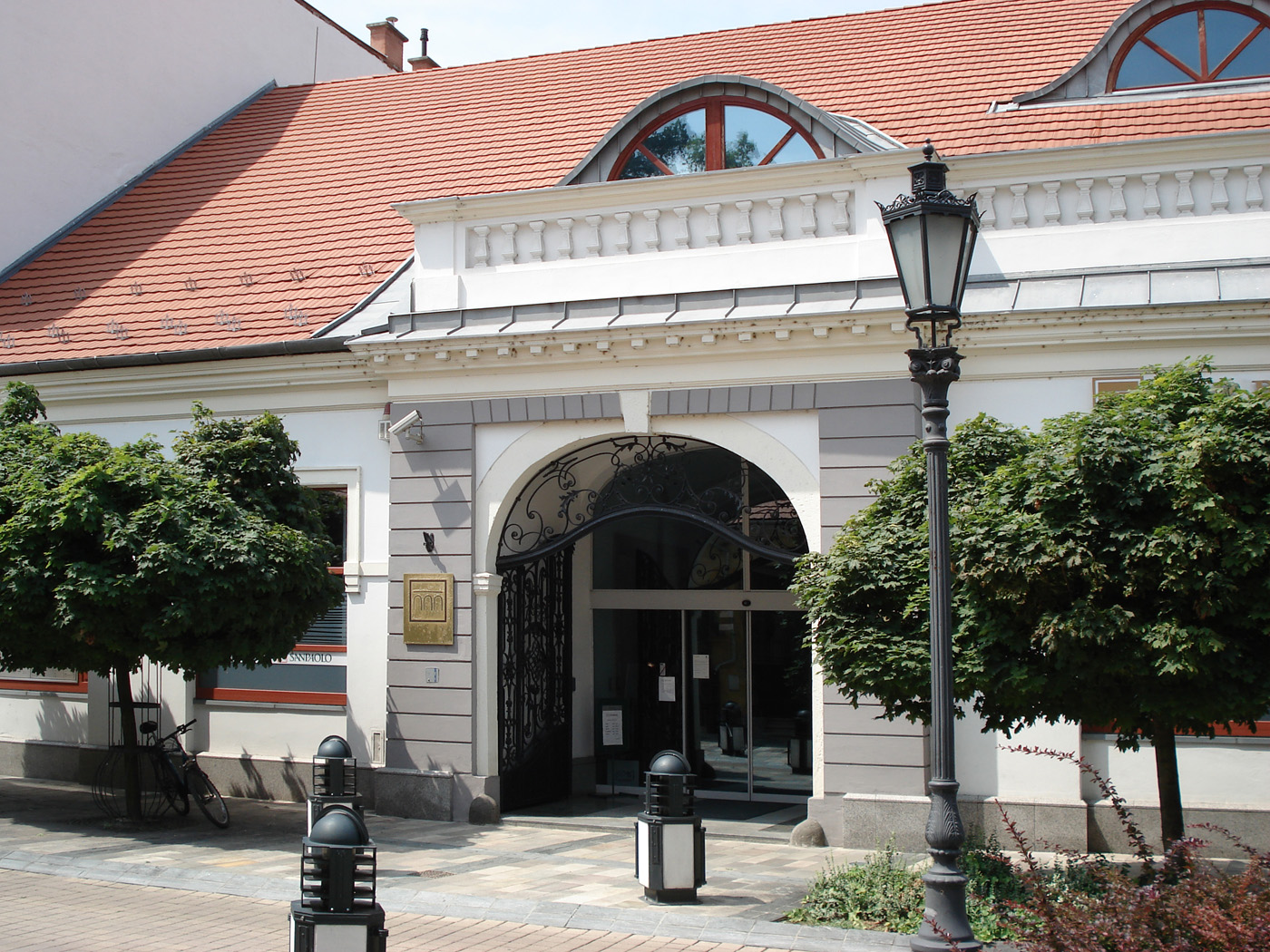
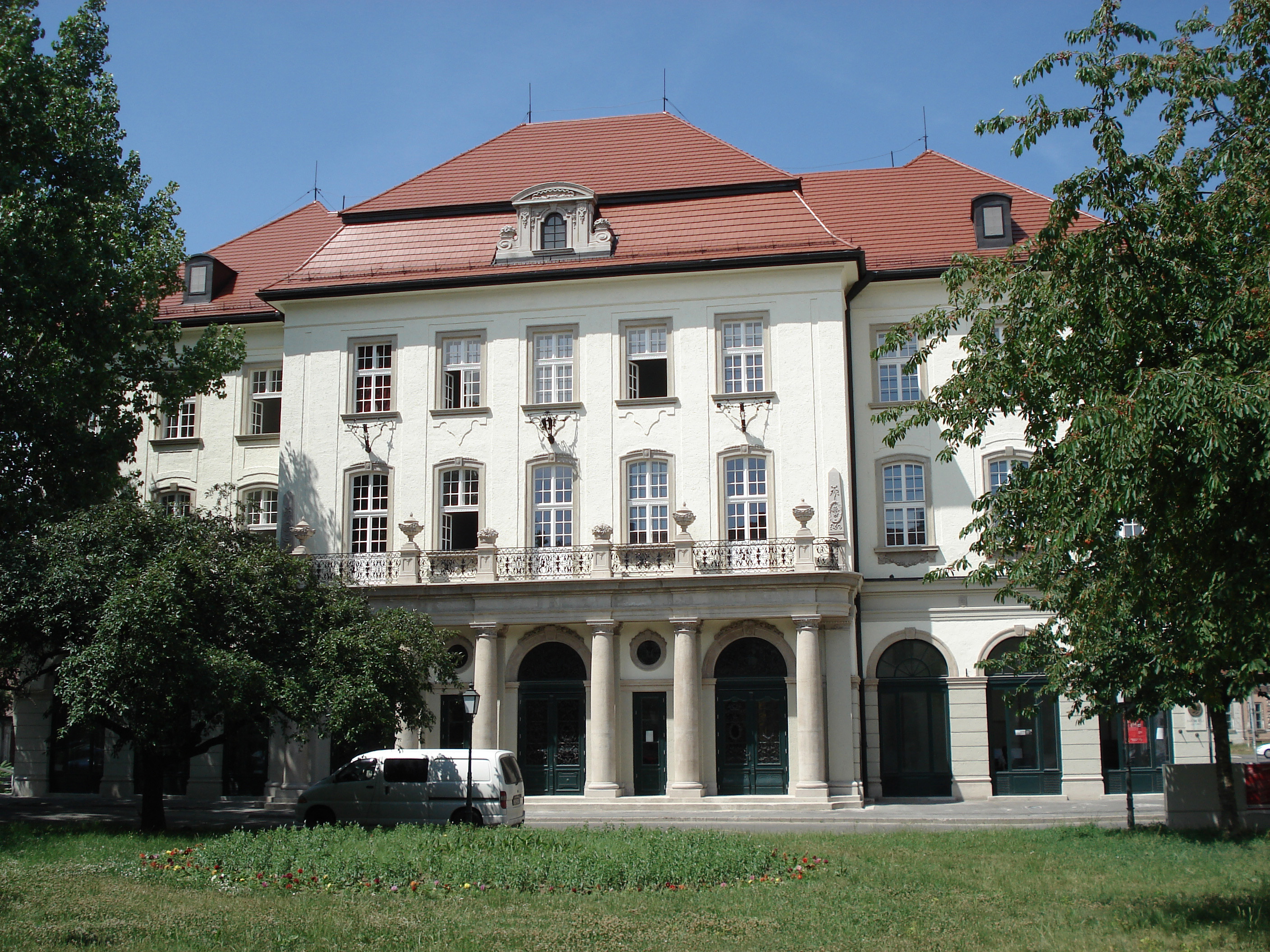
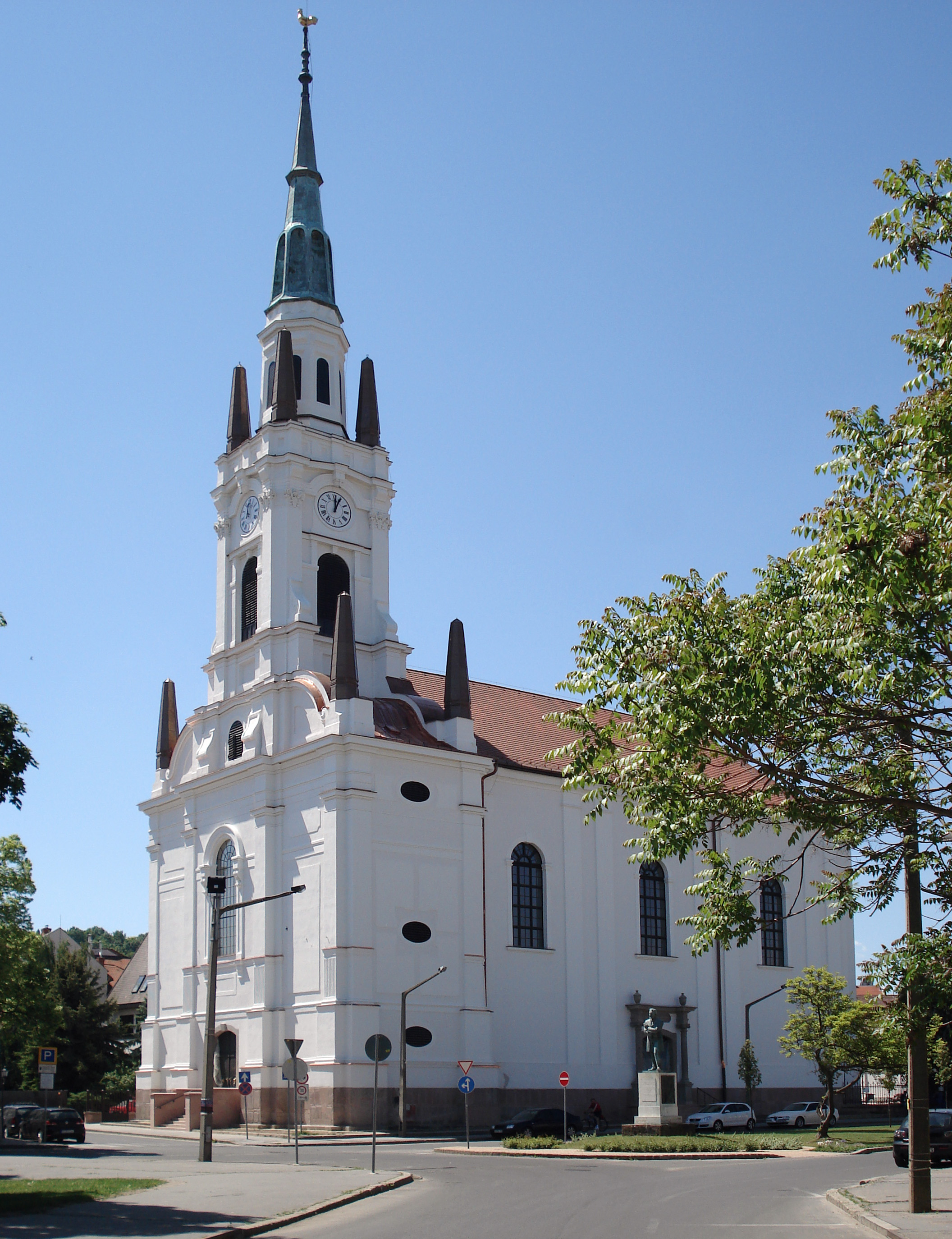
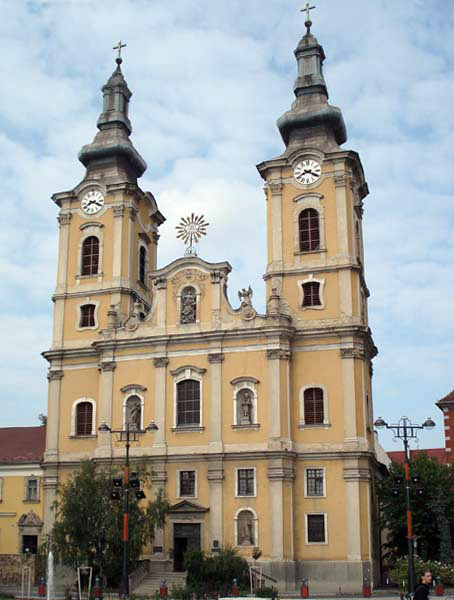
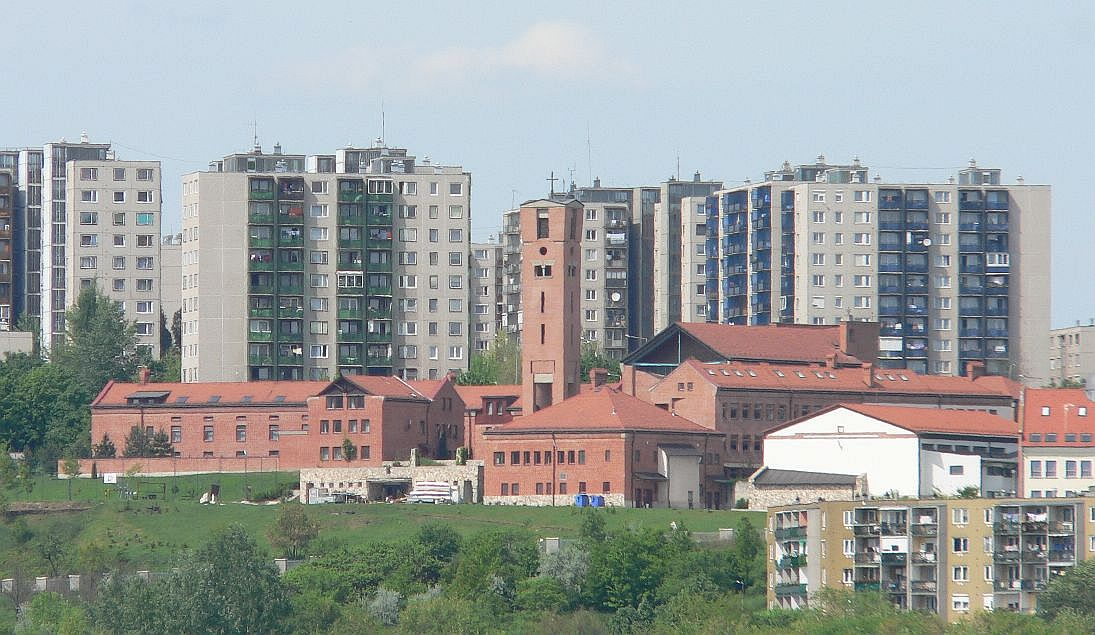